# Mijlocenii Bârgăului, Bistrița-Năsăud
Mijlocenii Bârgăului (maghiară Középborgó, germană Mittel-Borgo, Mittelburgau) este un sat în comuna Josenii Bârgăului din județul Bistrița-Năsăud, Transilvania, România.